# بابلو غاييغو
بابلو غاييغو (بالإسبانية: Pablo Gállego Lardiés) هو لاعب كرة قدم إسباني في مركز نصف الجناح، ولد في 1 أكتوبر 1993 في وشقة في إسبانيا. لعب مع نادي لاريسا ونادي هويسكا.

## وصلات خارجية
- بابلو غاييغو على موقع قاعدة بيانات كرة القدم.إي يو (الإنجليزية)
- بابلو غاييغو على موقع ناشيونال فوتبول تيمز (الإنجليزية)
- بابلو غاييغو على موقع Soccerway.com (الإنجليزية)